# Turbina Darrieusa

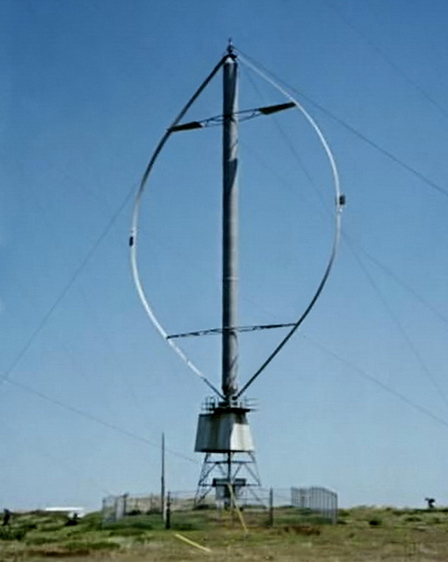
Turbina Darrieusa na Wyspach Magdaleny (Zatoka Świętego Wawrzyńca)

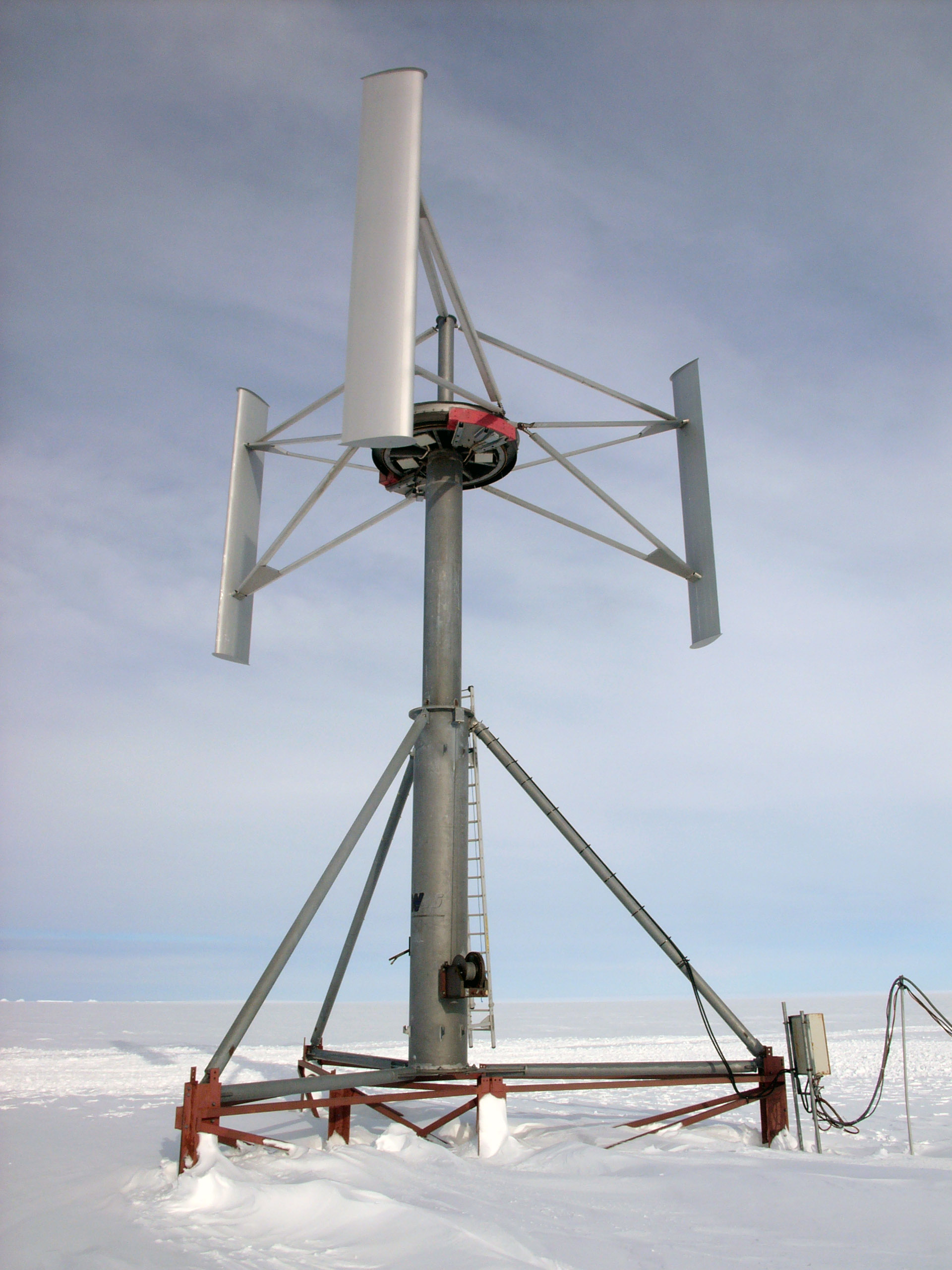
Turbina Darrieusa, tzw. wersja H

Turbina Darrieusa – typ turbiny wiatrowej o pionowej osi obrotu, nazywana czasem „mikserem” (ang. eggbeater), opatentowana przez Francuza Georges'a Darrieusa w 1931 roku.
Drugim głównym typem jest turbina Savoniusa.
Turbina Darrieusa ma dwie lub trzy długie cienkie łopaty w kształcie pętli „C”, łączące się na górze i dole w osi obrotu, albo łopaty proste równoległe do osi obrotu. Turbina ma dobrą wydajność, natomiast do jej wad należą:
- pulsujący moment (redukowany przez zwiększenie liczby łopat do 3)
- trudności z montażem wysoko pionowej osi obrotu, przez co wieża pracuje w wolniejszym bardziej turbulentnym przepływie powietrza przy ziemi
- mały początkowy moment obrotowy[1](dlatego potrzebuje dodatkowego źródła zasilania albo wirnika Savoniusa).